# FK Leotar Trebinje
El Fudbalski Klub Leotar Trebinje (serbi ciríl·lic: ФK Лeoтap) és un club de futbol bosnià de la ciutat de Trebinje, Republika Srpska.

## Història
El club nasqué el 1925. Debutà per primer cop a la Lliga de la República de Srpska la temporada 1995-96. La temporada 2001-02, el Leotar guanyà la darrera lliga de la Republika Srpska abans d'ingressar a la lliga nacional bosniana. En la seva primera temporada a la lliga bosniana la temporada 2002-03 es proclamà campió, impedint al Zeljeznicar el tercer campionat consecutiu. Com a conseqüència, la temporada següent disputà la Lliga de Campions de la UEFA, en la qual derrotà el Grevenmacher de Luxemburg i fou vençut pel club txec Slavia Praga.

## Palmarès
- Lliga bosniana de futbol:
  - 2002-03
- Lliga de la República de Srpska:
  - 2002
- Copa de la República de Srpska:
  - 2002, 2004[4]

## Participació a Europa
Font:
| Temporada | Competició        | Ronda | Rival        | Casa | Fora | Global |
| --------- | ----------------- | ----- | ------------ | ---- | ---- | ------ |
| 2003-04   | Lliga de Campions | QR1   | Grevenmacher | 2-0  | 0-0  | 2-0    |
| 2003-04   | Lliga de Campions | QR2   | Slavia Praga | 1-2  | 0-2  | 1-4    |